# Мельников, Никита Михайлович
Никита Михайлович Мельников (род. 28 февраля 1997, Москва) — российский футболист, нападающий клуба «Слуцк».

## Биография
Начинал заниматься футболом в академии московского «Спартака». Выпускник спортшколы ФШМ. Начинал свою карьеру Мельников в дублирующих составах столичного «Торпедо» и тульского «Арсенала». В 2018 году форвард выступал за команды ПФЛ «Строгино» и «Сатурн» (Раменское).
В конце марта 2019 года Никита Мельников перебрался в Республику Беларусь, где он подписал контракт с командой Высшей лиги «Славия» (Мозырь). Дебют в элите местного футбола у него состоялся 31 марта в поединке первого тура против минского «Динамо», в котором «Славия» потерпела поражение со счетом 0:1. В матче Мельников вышел на замену на 75-й минуте вместо Вадима Курловича.
В феврале 2022 года перешёл в дзержинский «Арсенал». За дзержинский клуб футболист так и не дебютировал и в июле 2022 года покинул клуб.
В феврале 2023 года футболист перешёл в « Слуцк». В июле 2023 года футболист покинул клуб по семейным обстоятельствам. 
В июле 2023 года футболист присоединился к костромскому «Спартаку».
В январе 2024 года футболист вернулся в белорусский «Слуцк». 

## Сборная
Никита Мельников получал вызовы в расположение юношеской сборной России.